# Clock Tower 2
Clock Tower 2 est un jeu vidéo de type survival horror sorti en 1996 au japon sur PlayStation, en 1997 en Amérique du Nord et en 1998 en Europe. Il n'est connu sous ce nom qu'au Japon. Dans les autres pays, il est connu sous le nom de Clock Tower . Il s'agit de la suite directe de Clock Tower, sorti en 1995 sur Super Nintendo. Deux nouvelles et une dramatique radio furent créées à l'occasion de la sortie du jeu mais ne furent disponibles qu'au Japon. Le jeu devait être porté sur Saturn et Nintendo 64 mais il fut finalement décidé de ne le créer que pour la PlayStation.

## Synopsis
Dans les montagnes du Romsdal se trouve le manoir Barrows, détenu par Mary et Simon Barrows. Dans cette demeure, en 1986, Mary donna naissance à deux jumeaux déformés et malveillants du nom de Bobby et Dan. En 1995, quatre jeunes filles de l'orphelinat Granite furent adoptées par Mary et emmenées au manoir. Elles furent rapidement attaquées par cette dernière et son fils Bobby connu sous le nom de Scissorman. La seule rescapée fut Jennifer Simpson qui réussit à s'enfuir après avoir assisté aux morts de Mary, Bobby et Dan.
Un an après les événements survenus dans Clock Tower, Jennifer Simpson a été adoptée par Helen Maxwell, l'assistante d'un psychiatre de renom. Jennifer a dû suivre un traitement à Oslo afin de l'aider à surmonter les événements survenus au manoir Barrows. Cela lui a également permis de comprendre davantage qui était Scissorman.
L'intrigue tourne également autour d'un autre survivant, un jeune garçon nommé Edward ainsi que sur le retour soudain de Scissorman le slasher de l'épisode précédent.

## Personnages
- Jennifer Simpson : survivante du premier opus, elle est jouable si Samuel Barton parle deux fois à Harris Chapman au début. Elle porte une jupe brun et un pull blanc, puis elle porte un veste rouge et une jupe droit rouge.
- Helen Maxwell : tutrice de Jennifer Simpson et assistante de Samuel Barton, elle est jouable si Samuel Barton parle une fois à Harris Chapman au début. Elle porte un veste rose et un pantalon bleu foncé, puis un veste vert et un pantalon bleu.
- Harris Chapman : camarade de Helen Maxwell
- Samuel Barton : Psychiatre de Jennifer Simpson, il est jouable au début. Il porte un costume bleu.
- Kay Satterwhite : éducatrice de Edward (qui est en réalité Dan Barrows)
- Edward : enfant qui a perdu la mémoire et il est en vérité Dan Barrows devenu Scissorman a son tour
- Nolan Campbell : membre de la presse, il est jouable, si vous jouez Jennifer Simpson. Il est en veste bleu et pantalon jaune.
- John Barrows : momie dans le château des Barrows en UK
- Stan Gotts : un force de l'ordre, il est jouable, si vous jouez Helen Maxwell. Il est en costume de ville brun
- Rose : une victime de Scissorman
- Baker : une victime de Scissorman
- Quintin Barrows : un des ancêtres des Barrows
- Theodore Barrows : un des ancêtres des Barrows
- Les enfants fantômes : ils sont dans le château de Barrows en UK
- Rick : un majordome des Barrows en retraite et il sera une victime de Scissorman soit de son propre chien Victor
- Victor : le chien de Rick devenu enrager et il est surement sous influence de Scissorman, c'est un saint Bernard qui est inspiré de Cujo et un mélange du chien enragé du pianiste aveugle de Suspiria
- Beth : un camarade de Helen Maxwell
- Sullivan : un bibliothécaire qui peut être la victime de Scissorman
- Frank Schuber : un psy
- Tim : photographe et camarade de Nolan Campbell
- Danny : camarade de Helen Maxwell
- Sandra : employée de la bibliothèque et victime de Scissorman
- Maury Kunnas : Psychiatre
- Professor Fiero : Psychiatre
- Policier : Helen Maxwell tente de la contacter mais la liaison sera couper par la suite

## Réception critique
Le jeu a reçu des critiques moyennes à positives. GameRankings lui a attribué la note de 71,72 % . En France, le PlayStation Magazine lui donne 06/10, Consoles + lui attribue 70/100, précisant tout de même « On frise le ridicule. Mais si vous n'avez jamais rencontré un méchant psychopathe armé de cisailles géantes, essayez Clock Tower. C'est à mourir de rire ! ». Player One lui donne 64 %, indiquant que « la qualité médiocre des graphismes, à laquelle s'ajoutent des textes au défilement d'une lenteur exaspérante, ne m'ont pas permis de plonger totalement dans l'ambiance sombre, qui caractérise ce jeu ».